# 枚方市立東香里中学校
枚方市立東香里中学校（ひらかたしりつ ひがしこうりちゅうがっこう）は、大阪府枚方市東香里三丁目にある公立中学校。学力向上フロンティアスクールに指定されている。
従来の枚方市立第二中学校・枚方市立第四中学校の校区の一部を再編し、1978年に開校した。

## 沿革
- 1978年4月1日 - 枚方市立東香里中学校として開校。
- 1978年6月20日 - 校章制定。この日を創立記念日とする。
- 1999年9月20日 - 心の教室設置。
- 2000年4月1日 - 枚方市立村野中学校の閉校に伴い、従来の同校校区の一部を東香里中学校校区へ編入。
- 2010年 - 校区変更。枚方市立香陽小学校校区全域を東香里中学校校区へ変更（従来は香陽小学校校区の一部のみが東香里中学校校区で、残りは第四中学校校区だった。新1年生より学年進行で適用）。

## 通学区域
- 枚方市立春日小学校・枚方市立東香里小学校・枚方市立香陽小学校の通学区域全域。
- 枚方市立川越小学校の通学区域の大半（村野南町を除く）。

## 交通
- 京阪バス 東香里新町バス停 西へ約400m。
- 京阪バス 東香里バス停 北東へ約600m。
- 京阪交野線 郡津駅 南西へ約2.6km。
- 京阪交野線 交野市駅 西へ約2.6km。
- 京阪本線 香里園駅 東へ約2.6km。

## 出身者
- 熊谷まどか - 映画監督
- 岡野武志 - 弁護士、YouTuber
- 足立真梨子 - トライアスロン選手、2012年ロンドンオリンピック日本代表
- 栗原三佳 - バスケットボール選手、2016年リオデジャネイロオリンピック日本代表
- はる - お笑いコンビ「エルフ」